# Fufius jalapensis
Espèce
Fufius jalapensis est une espèce d'araignées mygalomorphes de la famille des Rhytidicolidae.

## Distribution
Cette espèce est endémique du Tocantins au Brésil,. Elle se rencontre vers Mateiros.

## Description
Le mâle holotype mesure 11,72 mm.

## Systématique et taxinomie
Cette espèce a été décrite par Ortega, Nagahama, Motta et Bertani en 2013.

## Étymologie
Son nom d'espèce, composé de jalap[ão] et du suffixe latin -ensis, « qui vit dans, qui habite », lui a été donné en référence au lieu de sa découverte, Jalapão.

## Publication originale
- Ortega, Nagahama, Motta & Bertani, 2013 : « Three new species of Fufius Simon, 1888 (Araneae, Cyrtaucheniidae) from Brazil with the redescription of Fufius funebris Vellard, 1924 and description of the female of Fufius lucasae Guadanucci & Indicatti, 2004. » ZooKeys, no 352, p. 93-116 (texte intégral).